# 赴戰站
赴戰站（朝鲜语：부전역；）曾为朝鲜铁路新兴线上的一个车站，位于咸镜南道赴戰郡，废止时间不明。